# Италия на летних Олимпийских играх 1976
Италия была представлена на летних Олимпийских играх 1976 года 210 спортсменами (183 мужчины, 27 женщин), выступившими в состязаниях по 20 видам спорта. Итальянская сборная завоевала 13 медалей (2 золотых, 7 серебряных и 4 бронзовых), что вывело её на 14 место в неофициальном командном зачёте.

## Медалисты
| Медаль  | Спортсмен | Вид спорта       | Дисциплина                             |
| ------- | --- | ---------------- | -------------------------------------- |
| Золото  | Клаус Дибиаси | Прыжки в воду    | Мужчины, вышка 10 м                    |
| Золото  | Фабио Даль Дзотто | Фехтование       | Мужчины, рапира, личное первенство     |
| Серебро | Сара Симеони | Лёгкая атлетика  | Женщины, прыжки в высоту               |
| Серебро | Джузеппе Мартинелли | Велоспорт        | Мужчины, групповая гонка по шоссе      |
| Серебро | Джорджо Каньотто | Прыжки в воду    | Мужчины, трамплин 3 м                  |
| Серебро | Мария Консолата Коллино | Фехтование       | Женщины, рапира, личное первенство     |
| Серебро | Марио Альдо Монтано Микеле Маффеи Анджело Арчидьяконо Томмазо Монтано Марио Туллио Монтано | Фехтование       | Мужчины, сабля, командное первенство   |
| Серебро | Умберто Панераи Рольдано Симеони Риккардо Де Маджистрис Алессандро Гибеллини Санте Марсили Винченцо Д'Анджело Марчелло Дель Дука Джанни Де Маджистрис Альберто Альберани Сильвио Бараккини Луиджи Кастаньола | Водное поло      | Мужчины                                |
| Бронза  | Джанкарло Феррари | Стрельба из лука | Мужчины, личное первенство             |
| Бронза  | Феличе Мариани | Дзюдо            | Мужчины, до 63 кг                      |
| Бронза  | Роберто Феррарис | Стрельба         | Мужчины, скорострельный пистолет, 25 м |
| Бронза  | Убальдеско Бальди | Стрельба         | Мужчины, трап                          |

## Результаты соревнований

### Академическая гребля
В следующий раунд из каждого заезда проходили несколько лучших экипажей (в зависимости от дисциплины). В финал A выходили 6 сильнейших экипажей, ещё 6 экипажей, выбывших в полуфинале, распределяли места в малом финале B
Мужчины
| Соревнование | Спортсмены      | Предварительный заезд | Предварительный заезд | Предварительный заезд | Отборочный заезд | Отборочный заезд | Отборочный заезд | Полуфинал | Полуфинал | Полуфинал | Финал   | Финал   | Итоговое место |
| Соревнование | Спортсмены      | Заезд                 | Время                 | Место                 | Заезд            | Время            | Место            | Заезд     | Время     | Место     | Время   | Место   | Итоговое место |
| ------------ | --------------- | --------------------- | --------------------- | --------------------- | ---------------- | ---------------- | ---------------- | --------- | --------- | --------- | ------- | ------- | -------------- |
| одиночки     | Фабрицио Бионди | 2                     | 7:35,33               | 2 Q                   | не участвовал    | не участвовал    | не участвовал    | 1         | 7:16,13   | 6         | Финал B | Финал B | 10             |
| одиночки     | Фабрицио Бионди | 2                     | 7:35,33               | 2 Q                   | не участвовал    | не участвовал    | не участвовал    | 1         | 7:16,13   | 6         | 8:07,17 | 4       | 10             |